# Attica Media
Attica Media (fostă PBR Publishing) este un trust de presă din România, care editează edițiile locale ale revistelor Playboy, Maxim
și Men's Health (din martie 2010). Compania Attica Media este deținută de grupul elen Attica Publications.
În anul 2007, Attica Media a avut o cifră de afaceri de 5,6 milioane de lei, și pierderi nete de 0,1 milioane lei.